# Geocharis secundiflora
Geocharis secundiflora är en enhjärtbladig växtart som först beskrevs av Henry Nicholas Ridley, och fick sitt nu gällande namn av Richard Eric Holttum. Geocharis secundiflora ingår i släktet Geocharis och familjen Zingiberaceae. Inga underarter finns listade i Catalogue of Life.